# ريتشارد بول إيفانز
ريتشارد بول إيفانز (بالإنجليزية: Richard Paul Evans)‏ (11 أكتوبر 1962، سولت ليك في الولايات المتحدة)؛ كاتب، كاتب للأطفال وروائي أمريكي.

## أعماله
- مذكرات نوال - تحولت الرواية إلى فيلم.

## روابط خارجية
- ريتشارد بول إيفانز على موقع IMDb (الإنجليزية)
- ريتشارد بول إيفانز على موقع ميوزك برينز (الإنجليزية)
- ريتشارد بول إيفانز على موقع قاعدة بيانات الفيلم (الإنجليزية)